# Untouchable (album de Mac Mall)
Pour les articles homonymes, voir Untouchable.
Albums de Mac Mall
Illegal Business?
(1993) Illegal Business? 2000
(1999)
Singles
1. Let's Get a Telly
Sortie : 1996
2. Get Right
Sortie : 1996

Untouchable est le deuxième album studio de Mac Mall, sorti le 23 avril 1996.
L'album s'est classé 6e au Top R&B/Hip-Hop Albums et 35e au Billboard 200.

## Liste des titres
| No  | Titre                                                                   | Contient un (des) sample(s) de                                                                       | Durée |
| --- | ----------------------------------------------------------------------- | --- | ----- |
| 1.  | Intro (Produit par Rick Rock)                                           | | 0:55  |
| 2.  | Lets Get a Telly (featuring Do Thangs et Shima – Produit par Khayree)   | | 4:51  |
| 3.  | Straight Lace (Produit par Mike Mosley)                                 | | 4:57  |
| 4.  | Servin Game (Produit par Tone Capone)                                   | Ice Cream Man de Dru Down featuring Luniz                                                            | 4:44  |
| 5.  | Young Nigga (Produit par Khayree)                                       | | 4:21  |
| 6.  | Dopefiends Lullaby (Produit par Kevin Gardner et Redwine)               | | 2:40  |
| 7.  | Ghetto Stardom (Produit par Mike Mosley)                                | | 4:46  |
| 8.  | Get Right (Produit par Femi Ojetunde et Rick Rock)                      | | 4:28  |
| 9.  | Playas wit da Choppas (featuring Levitti – Produit par Mike Mosley)     | | 3:43  |
| 10. | Get Away (Produit par Prodeje)                                          | Get Away de Bobby Brown                                                                              | 3:49  |
| 11. | Pimp or Die (featuring Ray Luv et Young Lay – Produit par Ant Banks)    | The Game Is Sold Not Told de Goldy featuring Too $hort Juicy de The Notorious B.I.G. featuring Total | 4:09  |
| 12. | Untouchable (Produit par Mike Mosley)                                   | New Jack Hustler d'Ice-T                                                                             | 4:31  |
| 13. | Opening Doors (featuring Kokane et Cold 187um – Produit par Cold 187um) | | 4:52  |
| 14. | Playa Tip (Produit par Ant Banks)                                       | | 3:58  |
| 15. | Crestside (featuring Do Thangs – Produit par Khayree)                   | | 5:06  |
| 16. | Outro (Produit par Rick Rock)                                           | | 0:54  |